# Понте ди Камурано (Фиренца)
Понте ди Камурано је насеље у Италији у округу Фиренца, региону Тоскана.
Према процени из 2011. у насељу је живело 24 становника. Насеље се налази на надморској висини од 354 м.